# 留言板

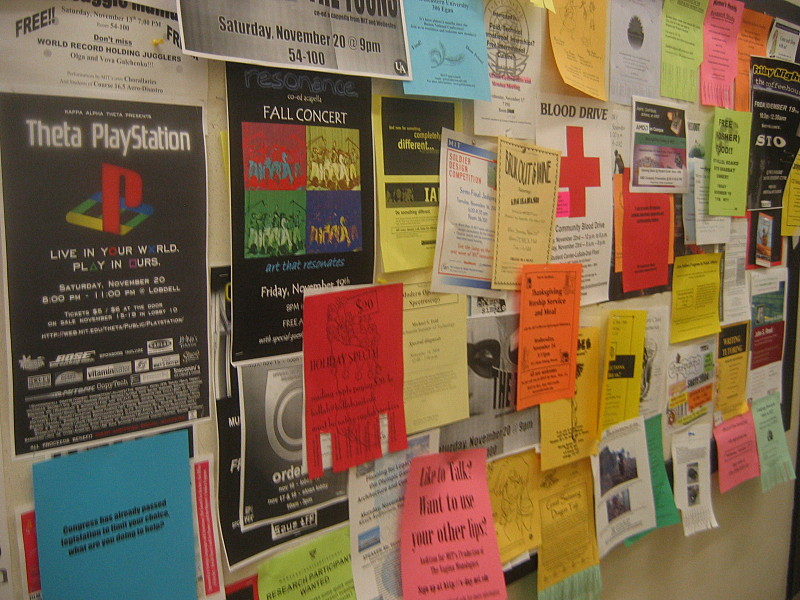
位於麻省理工學院的無盡長廊，攝於2004年11月

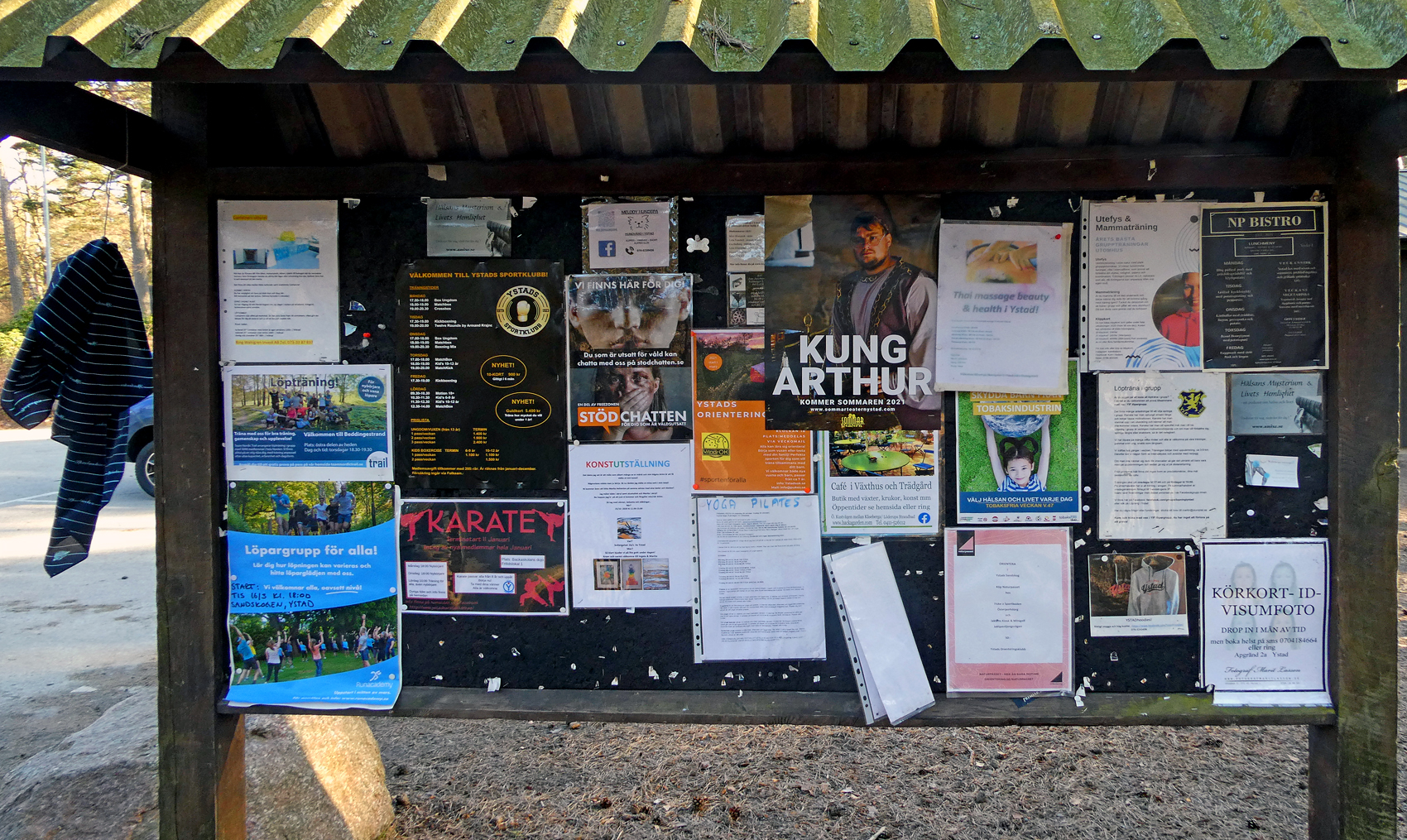
留言板 - Bulletin board.

留言板（Bulletin board），或稱布告欄是用於張貼訊息的平面物體。可以用於張貼如廣告單、留言、便條紙等物。通常分為書寫式和軟木式，書寫式留言板的材料可以是黑板或白板，在使用過後可以將內容擦去以便重複使用。

## 相關
- 留言本（guestbook）

但中文常翻譯作「留言板」，在網站應用上「留言板」的程式也常命名為「guestbook」。原本是指在旅館中提供給入住的旅客留言用的本子。
- BBS

電子布告欄系統（Bulletin Board System）是目前流行網路論壇的前身。